# Mohamed Radwan
Mohamed Radwan (Egipto, 25 de marzo de 1958) es un exfutbolista y entrenador de fútbol de Egipto que jugaba en la posición de centrocampista.

## Carrera

### Club
Jugó toda su carrera con el Al-Mokawloon Al-Arab SC de 1979 a 1988, con el que fue campeón nacional en una ocasión y ganó dos veces la Recopa Africana.

### Selección nacional
Jugó para Egipto en ocho ocasiones en 1984 y participó en la Copa Africana de Naciones 1984.

### Entrenador
| Periodo   | Club                    |
| --------- | ----------------------- |
| 1999–2001 | Al-Mokawloon Al-Arab SC |
| 2004–2005 | Egipto U20              |
| 2005–2006 | Al-Mokawloon Al-Arab SC |
| 2008–2009 | Al-Mokawloon Al-Arab SC |
| 2009–2010 | Ghazl El-Mehalla        |
| 2011      | Al-Mokawloon B          |
| 2012      | Al-Mokawloon Al-Arab SC |
| 2013–2014 | Al-Mokawloon Al-Arab SC |

## Logros
- Primera División de Egipto (1): 1983
- Recopa Africana (2): 1982, 1983